# Richardson Fernandes dos Santos
Richardson Fernandes dos Santos, noto semplicemente come Richardson (Natal, 17 agosto 1991), è un calciatore brasiliano, centrocampista del Ceará.

## Caratteristiche tecniche
È un mediano.

## Carriera
Cresciuto nelle giovanili l'América-RN, ha esordito in prima squadra il 2 ottobre 2010 in occasione del match di Série B perso 3-0 contro lo Sport Recife.

## Palmarès

### Club

#### Competizioni statali
- Campionato Potiguar: 1

América de Natal: 2012
- Campionato Sergipano: 2

Confiança: 2014, 2015
- Campionato Cearense: 4

Ceará: 2017, 2018, 2024, 2025

#### Competizioni nazionali
- J2 League: 1

Kashiwa Reysol: 2019

#### Competizioni regionali
- Copa do Nordeste: 1

Ceará: 2023